# Konstantin Dawidowitsch Suchiaschwili

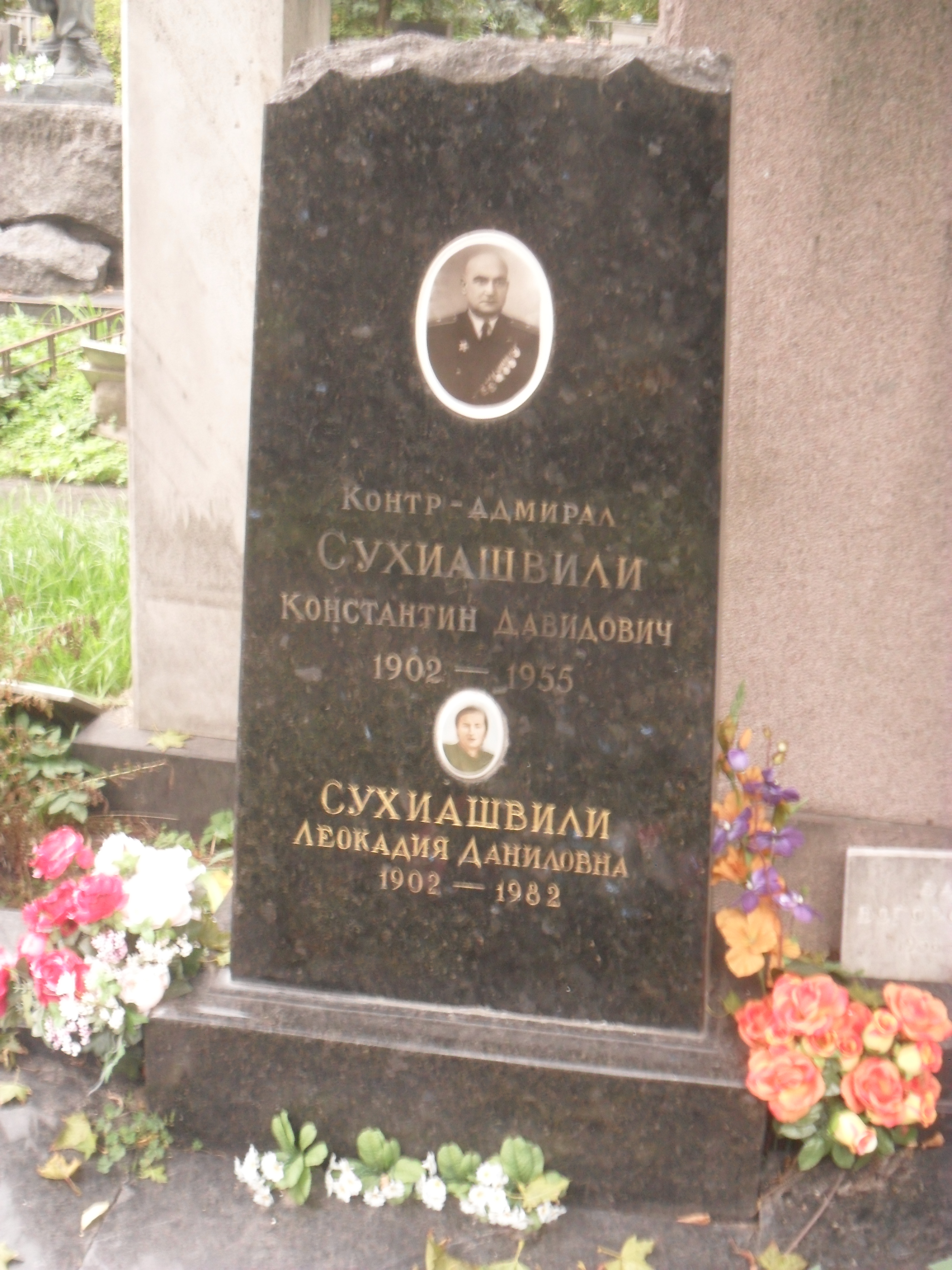
Grab Suchiaschwilis auf dem Moskauer Nowodewitschi-Friedhof

Konstantin Dawidowitsch Suchiaschwili (russisch Константин Давидович Сухиашвили; * 1902 im georgischen Dorf Sazabel (russisch Сацабель); † 1955 in Moskau) war ein sowjetischer Konteradmiral. Er kommandierte von April 1940 bis September 1941 sowie von August 1942 bis Juni 1944 die Kaspische Rotbanner-Offiziershochschule der Seestreitkräfte S.M. Kirow der Sowjetischen Seekriegsflotte in Baku.

## Leben
Suchiaschwili wurde 1902 in dem kleinen, zwischen Tiflis und Sochumi gelegenen, georgischen Dorf Sazabel (russisch Каштановка/Kaschtanowka) als ältestes von sechs Geschwistern geboren. Im Hause von Vater Dawid Spiridonowitsch, einem an der philologischen Fakultät der Kiewer Universität ausgebildeten Lehrer, und Mutter Anneta Antonowa trafen sich häufig intellektuelle, zaristische Oppositionelle aus anliegenden Dörfern. Suchiaschwili absolvierte nach Besuch der Grundschule und des Gymnasiums in Kutaissi die Frunse-Seeoffizierschule. Anschließend diente er auf dem Kreuzer Krasny Kawkas.
Während des Großen Vaterländischen Krieges kommandierte er ab November 1941 die 75. Marineinfanteriebrigade, die in der Schlacht um Moskau eingesetzt wurde. In ihren Reihen befanden sich 100 junge Leutnante des ersten Absolventenjahrganges der Kaspischen Seekriegsschule. Am 18. März 1942 ging die 75. Marineinfanteriebrigade in der 3. Gardebrigade auf, die ebenfalls von Kapitän zur See Suchiaschwili kommandiert wurde.
Nach dem Krieg wurde er, inzwischen zum Konteradmiral ernannt, Kommandeur der großen Marinestützpunkte Porkkala und Odessa. 1952 war er Delegierter des 19. Parteitages der KPdSU.
Suchiaschwili starb 1955 und wurde auf dem Nowodewitschi-Friedhof in Moskau bestattet.

## Auszeichnungen
- Leninorden
- Rotbannerorden (3×)
- Orden des Vaterländischen Krieges I. Klasse
- weitere Medaillen